# جيرسي جو والكوت
جيرسي جو والكوت (بالإنجليزية: Jersey Joe Walcott)‏ مواليد 31 يناير 1914 في نيو جيرسي - الوفاة 25 فبراير 1994 في نيو جيرسي، كان ملاكم أمريكي سابق صنّف ضمن فئة الوزن الثقيل. حقق بطولة رابطة الملاكمة العالمية.

## إحصائيات
خاض خلال مسيرته 71 نزالا، فاز في 51 وتعادل في 2 وخسر في 18. فاز بالضربة القاضية في 32 نزالا.

## روابط خارجية
- جيرسي جو والكوت على موقع الموسوعة البريطانية (الإنجليزية)
- جيرسي جو والكوت على موقع مونزينجر (الألمانية)
- جيرسي جو والكوت على موقع بوكس ريك (الإنجليزية) (registration required)